# Chaetarcturus globicaudis
Chaetarcturus globicaudis là một loài chân đều trong họ Antarcturidae. Loài này được Kussakin miêu tả khoa học năm 1982.